# Eleccions a l'Assemblea de Hokkaidō de 2015
Les Eleccions a l'Assemblea de Hokkaidō de 2015 (2015年北海道議会議員選挙, 2015-nen Hokkaidō Gikai giin senkyo) foren unes eleccions a l'Assemblea de Hokkaidō celebrades el diumenge 12 d'abril de 2015 en el marc de les eleccions locals unificades del Japó de 2019. En elles es triaren els 101 membres de la cambra parlamentaria de Hokkaido mitjançant un sistema de vot únic no transferible i per un mandat de quatre anys.
Com que no es presentaren més candidats que els escons a repartir, no se celebraren les eleccions a les següents circumscripcions: Kiyota, Teine, Iwamizawa, Wakkanai, Nemuro, Bibai, Ebetsu, Date, Eniwa, Nayoro, la subprefectura de Sorachi, la subprefectura d'Ishikari, la subprefectura de Shiribeshi, la subprefectura d'Iburi, la subprefectura de Hidaka, la subprefectura d'Oshima, la subprefectura de Kamikawa, la subprefectura de Sōya, la subprefectura d'Okhotsk, la subprefectura de Nemuro i la subprefectura de Kushiro; en totes elles els candidats van ser elegits de manera automàtica.
Els guanyadors van ser els candidats del Partit Liberal Democràtic (PLD), de centre-dreta, aconseguint majoria absoluta a la cambra i millorant els seus resultats previs gràcies a la davallada del Partit Democràtic, de centre-esquerra. Els comunistes van ser novament perjudicats pel sistema electoral, ja que conseguint més vots que els demobudistes del Kōmeitō, el PCJ tragué menys representació.

## Candidatures
| Candidatura | Candidatura                       | Candidats |
| ----------- | --------------------------------- | --------- |
|             | Partit Liberal Democràtic (PLD)   | 54        |
|             | Partit Democràtic (PD)            | 32        |
|             | Kōmeitō (KMT)                     | 8         |
|             | Partit Comunista del Japó (PCJ)   | 12        |
|             | Xarxa Ciutadana de Hokkaidō (Net) | 2         |
|             | Partit de la Innovació (Ishin)    | 2         |
|             | Candidats independents            | 30        |

## Resultats

### Generals
|              |                             |           |       |        |     |
| Partit       | Partit                      | Vots      | %     | Escons | +/– |
|              | Partit Liberal Democràtic   | 740.947   | n/a   | 49     | 5   |
|              | Partit Democràtic           | 481.478   | n/a   | 24     | 10  |
|              | Independents                | 327.175   | n/a   | 16     | 1   |
|              | Partit Comunista del Japó   | 162.791   | n/a   | 4      | 3   |
|              | Kōmeitō                     | 148.533   | n/a   | 8      | =   |
|              | Xarxa Ciutadana de Hokkaidō | 30.033    | n/a   | 0      | =   |
|              | Partit de la Innovació      | 25.271    | n/a   | 0      | Nou |
| Total        | Total                       | 1.916.228 |       | 101    | 0   |
|              |                             |           |       |        |     |
| Vots vàlids  | Vots vàlids                 | n/a       | -     |        |     |
| Vots nuls    | Vots nuls                   | n/a       | -     |        |     |
| Participació | Participació                | 1.975.453 | 58,61 |        |     |
| Cens         | Cens                        | 3.369.533 |       |        |     |
| Font:        |                             |           |       |        |     |